# Taguatinga (Federaal District)
Taguatinga is een administratieve regio in het Federaal District in Brazilië.